# Neovison
Neovison es un género de mamíferos carnívoros pertenecientes a la familia de los mustélidos. Se distribuyen por América del Norte.

## Especies
Cuenta con dos especies reconocidas:
- Neovison macrodon † (extinta en 1860)[2]
- Neovison vison.